# Glenmont (Metro de Washington)
Glenmont es una estación terminal en la línea Roja del Metro de Washington, administrada por la Autoridad de Tránsito del Área Metropolitana de Washington. La estación se encuentra localizada en 12501 Georgia Avenue en Silver Spring, Maryland. La estación Glenmont fue inaugurada el 25 de julio de 1998.

## Descripción
La estación Glenmont cuenta con 1 plataforma central. La estación también cuenta con 1,781 de espacios de aparcamiento y 36 espacios para bicicletas con 48 casilleros.

## Conexiones
La estación cuenta con las siguientes conexiones de autobuses: 
- Rutas del MetroBus